# Economía política internacional
La Economía política internacional (EPI) es un subcampo de la Economía Política que se especializa en el análisis de las interacciones bidireccionales entre los fenómenos económicos a escala internacional y global y las dinámicas de poder político tanto a nivel doméstico como interestatal. Su enfoque principal radica en desentrañar cómo las estructuras políticas influyen en los resultados económicos internacionales y globales y, recíprocamente, cómo las fuerzas económicas de estas escalas moldean las configuraciones políticas.
Es el estudio de una serie de fenómenos sociales, políticos, económicos e históricos, entre otros, en los que interactúan diversos actores como el estado, el mercado y la sociedad. La disciplina presupone que los actores tienen intereses económicos y políticos propios, los cuales impactan directa o indirectamente en decisiones gubernamentales en materia de políticas económicas, así como en procesos de acumulación y distribución de riqueza y en procesos políticos, nacionales e internacionales.
Esta rama se diferencia de las disciplinas de economía y política, ya que este es un campo interdisciplinario, en el que no basta con analizar los procesos económicos desde la base de la racionalidad económica. Los actores como los estados cuentan con una racionalidad política que no siempre es armónica con la primera. Asimismo, los actores económicos no estatales se benefician y buscan preservar estructuras políticas convenientes. Es por ello que al estudiar la economía se deben tomar en cuenta otras disciplinas sociales para establecer conclusiones que contribuyan a analizar la interdependencia entre la economía y la política.
La Economía Política se distingue de la Política económica, debido a que el primer término alude al estudio y análisis de las interacciones entre el mercado y la política. Mientras que la política económica hace referencia a la ejecución de una serie de estrategias (estas pueden ser de tipo monetaria, fiscal o cambiaria) que buscan incidir en comportamientos o resultados económicos y políticos según los objetivos del gobierno.
Respecto a las líneas de estudio de la EPI, se encuentra el análisis de los flujos financieros y comerciales, así como su impacto en el crecimiento económico, también analiza el papel que juegan las empresas multinacionales y las organizaciones internacionales, aunado a esto, la EPI estudia el impacto de fenómenos macroeconómicos como la globalización. Por último, entre las principales escuelas teóricas de la EPI se encuentran el Mercantilismo, Liberalismo y Neomarxismo.

## Historia
De acuerdo con Michael Veseth y David Balaam surge como una subdisciplina del estudio de las Relaciones Internacionales durante los años de la Guerra Fría (1947-1991), cuyo análisis inicialmente se enfocó en la seguridad internacional. Al culminar la Guerra Fría, se incorporaron al estudio de la EPI otros tópicos como la seguridad económica y el papel de los actores en el mercado, en donde se incluyen las corporaciones multinacionales, los bancos internacionales, organizaciones internacionales, entre otros.

## Teorías
A nivel internacional, existe un consenso de que la Economía Política Internacional cuenta con tres teorías principales para su estudio: Mercantilismo, Liberalismo y Neomarxismo.

### Mercantilismo
La teoría del Mercantilismo (también conocida como Nacionalismo, Estatismo, Proteccionismo, o Escuela Histórica Alemana) estudia a la Economía Política Internacional como una arena en la cual los Estados anteponen sus objetivos nacionales, y estructuran sus actividades económicas internas con tal de generar riqueza y poder suficientes para asegurar su posición en el sistema internacional. Por lo general los teóricos mercantilistas le dan a las relaciones económicas un carácter de ganancias relativas, que a su vez pueden ser transformadas en un juego de suma cero, donde las ganancias de un país se logren por medio de las pérdidas de otro, en lugar de sólo tener mayores ganancias que otro país.
Para los mercantilistas, el principal actor es el Estado, cuyo poder nacional y riqueza están estrechamente conectados, de tal forma que las actividades económicas, como la industria manufacturera o las actividades agrícolas, están subordinadas a un objetivo último: construcción y fortalecimiento del Estado. El Mercantilismo jerarquiza las actividades económicas, distinguiendo que unas son útiles para fortalecer la economía del Estado. Por ejemplo, son preferibles las industrias manufactureras de tecnología y telemecánicas frente a las industrias de ropa y textiles.
Ya que el Mercantilismo le da prioridad a los objetivos estatales en el sistema internacional, la cooperación y el comercio internacional son vistos como inherentemente conflictivos y deben ser evitados, pues las relaciones comerciales en el sistema internacional son consecuencia de una lucha entre Estados por los recursos económicos a fin de salvaguardar sus propios intereses, y garantizar la supervivencia y seguridad de sí mismos evitando la vulnerabilidad.

#### Ejemplo de la Teoría del Mercantilismo en elsigloXXI
El enfoque de la política comercial que estableció el presidente de los Estados Unidos, Donald Trump, durante el tiempo de su mandato, es un ejemplo de prácticas mercantilistas, ya que privilegió una balanza comercial favorable como medida de éxito. Para ello, estableció mayores aranceles a la importación de productos extranjeros, acudió a subsidios de empresas privadas para hacer frente a la competencia externa, y fijó impuestos discriminatorios para aquellas empresas que invirtieran en el exterior.  Este tipo de escenarios le otorga vigencia al Mercantilismo como teoría a la Economía Política Internacional.

### Liberalismo
El liberalismo como vertiente en las escuelas de Economía Política Internacional suele tener un origen vinculado de manera cercana con la publicación e influencia del libro The Wealth of Nations de Adam Smith. Las ideas de David Ricardo sobre la teoría de la ventaja comparativa y de Richard Cobden sobre la racionalidad política en libre comercio sumaron a la consolidación como escuela de la EPI. A pesar de su reconocido desarrollo en Gran Bretaña, Estados Unidos y Europa Occidental, el liberalismo también ha recibido aportaciones desde una conversación más global: el Imperio Otomano y su justificación del Tratado Comercial Anglo - Otomano; las críticas liberales al comercio colonial mercantilista en América Latina en el siglo XIX y; el descontento de Bengala con respecto al monopolio comercial de parte de las Indias Orientales a mediados del siglo XIX.

#### Principales supuestos y concepción de las relaciones económicas internacionales
Los principales supuestos de la escuela liberal van encaminados a su principal objetivo: mejorar el bienestar social agregado; para ello, la teoría liberal establece una línea divisoria entre la política y la economía, así como resaltar la idea que bajo el liberalismo los Estados obtienen ganancias mediante el comercio entre sí, sin tomar en consideración la balanza comercial (ya sea positiva o negativa). Uno de los principales postulados precisa que los Estados no necesariamente poseen una mayor riqueza por producir bienes manufacturados en lugar de productos primarios; en realidad, los Estados logran esto produciendo bienes cuya creación sea de bajo costo al interior de su territorio e intercambiando esos bienes con otros Estados, con la finalidad de obtener productos cuya producción resultaría costosa. Tomando esto en cuenta, el liberalismo apoya la existencia de un sistema de asignación de recursos basado en el mercado, promoviendo una libertad de mercado que permite la competencia entre las empresas, generando productos de calidad y precios accesibles.

#### Comportamientos de los actores y prácticas legitimadas
Según la escuela liberal de la EPI, el rol del Estado en el sistema económico internacional es trasladado a un segundo plano, pues considera al individuo como el principal actor y como fin principal de la acción estatal. Como resultado de esto, el liberalismo argumenta que el gobierno debe evitar influenciar en la balanza comercial y en la decisión sobre qué bienes se producen dentro del Estado, pues sus esfuerzos por asignar los recursos desembocarán en una reducción del bienestar nacional. Dentro de esta escuela, el mercado es el principal mecanismo de asignación de recursos, no obstante, si el mercado falla por asignar recursos a las actividades deseadas socialmente, el Estado tiene la capacidad y obligación de resolver las fallas en el mercado, mediante la implementación de una política económica constante, cuyo objetivo sea reducir el riesgo económico individual.
El liberalismo económico, dada su naturaleza, considera a la libertad de competencia entre empresas, libertad de determinación del precio de los productos y libertad para contratar o despedir a los trabajadores como prácticas legítimas dentro del sistema económico. Las políticas dirigidas hacia el incremento del comercio internacional son visualizadas como ventajosas para todas las partes involucradas, mientras que aquellas restricciones que obstaculizan el libre comercio son percibidas como irracionales. Los economistas con una perspectiva liberal observan los resultados del Estado, el mercado y las relaciones sociales como un juego de suma positiva, en el que todos pueden obtener más a través del intercambio. De igual forma, el liberalismo económico también legitima principios como el derecho a la propiedad privada y el libre ejercicio de la actividad económica.

#### Principales autores
Diversos autores han brindado aportaciones a la escuela liberal, sin embargo, quienes suelen destacarse son: 
- Adam Smith por su obra The Wealth of Nations, en la cual plantea la idea de un comercio más libre entre Estados;
- David Ricardo con su teoría de la ventaja comparativa y;
- Richard Cobden con sus propuestas para la añadidura de racionalidad política al establecimiento del libre comercio.

Entre otros autores destacados se encuentran Robert Malthus y John Stuart Mill. Además de los clásicos, el liberalismo contemporáneo, se ha valido de las aportaciones de autores como:
- Ludwig Erhard teórico y fundador de la economía social de mercado.
- Milton Friedman uno de los principales contribuyentes de la Escuela de Economía de Chicago

#### Críticas a la teoría
Así como todas las teorías, el liberalismo también ha sido sujeto a críticas, donde resaltan las limitaciones del mismo. La primera que se resalta es la separación artificial de otros aspectos sociales así como la existencia de un marco sociopolítico garantizado, el cual incluye reglas para los actores económicos sin importar dónde ni cuándo; la segunda limitación es la tendencia a quitar el mérito a la justicia y equidad del resultado de las actividades económicas; la tercera es la suposición de que el mercado es libre y que ocurre en un mercado competitivo entre iguales;  la cuarta limitación mencionada plantea que el análisis tiende a ser estático; como quinta aborda que las variables políticas, sociales y tecnológicas son exógenas al análisis económico; la última limitación que es señalada es la carencia de teoría para la dinámica de la Economía Política Internacional. 

### Marxismo
El Marxismo es la tercera tradición histórica que suele citarse en los fundamentos clásicos de la Economía Política Internacional, definida por Oatley como el estudio de la batalla política entre ganadores y perdedores del intercambio económico global. Surge como teoría crítica a los preceptos del liberalismo cuestionando sus fundamentos. La dinámica económica de ésta teoría no fue desarrollada por Marx sino por sus seguidores a finales del siglo XIX y principios del XX (Rudolf Hilferding y Vladimir Lenin) con la finalidad de explicar la lucha por las colonias de las potencias dominantes de la época. Para la teoría Marxista, el Estado es una extensión de los intereses de la clase capitalista, el mercado mundial y las crisis económicas.
El marxismo es una corriente teórica que argumenta que el capitalismo genera contradicciones sociales por medio de la explotación  de una clase social sobre otra. En primer lugar, Marx argumentó que el valor de los bienes manufacturados estaba determinado por la cantidad de trabajo utilizado para producirlos y, por tanto, existe una tendencia natural hacia la concentración del capital. Sugiere que el trabajo humano es la fuente de riqueza en la sociedad capitalista; se sitúa a la producción como el punto de arranque del proceso económico y se establece una interdependencia entre el intercambio, la distribución y el consumo.
En segundo lugar, Marx argumentó que el capitalismo está asociado con una tasa de ganancia decreciente, en la medida que se reducen las ganancias, los capitalistas se ven obligados a reducir aún más los salarios, lo que empeora la situación de las masas ya empobrecidas; y en tercer lugar, el capitalismo está plagado de un desequilibrio entre la capacidad de producir bienes y la capacidad de comprar bienes. A medida que estas tres dinámicas interactúan con el tiempo, la sociedad se caracteriza cada vez más por una creciente desigualdad entre una pequeña élite capitalista rica y un número creciente de trabajadores empobrecidos. Las condiciones sociales finalmente hacen que los trabajadores (el proletariado, en terminología marxista) se levanten, en contra del sistema capitalista.

#### Neomarxismo
El Neomarxismo es una categoría que se refiere a aquellas teorías que tienen una base o concepción marxista pero surge como un proceso de renovación de ésta corriente; con un rechazo destacado sobre el determinismo económico, la aportación del neomarxismo tiene que ver con un conjunto de ideas centradas en las tesis del capitalismo monopolista, el subdesarrollo y el intercambio desigual, así, entre los rasgos más característicos que presenta el neomarxismo se encuentran una serie de principios entre los que tenemos que destacar los siguientes: Filosofía humanista, anti-totalitaria, interacción estructural y con énfasis supraestructural, escepticismo hacia la formulación comunista, escepticismo hacia la versión de que no existen clase sociales, rechazo a la versión comunista sin Estado, rechazo a la versión comunista sin derechos, en contra del determinismo económico, independencia intelectual y la existencia de una reciprocidad entre estructura y superestructura, constituyendo el proceso dialéctico real.
Algunas de las teorías con base neomarxista son el imperialismo, la teoría de la dependencia y la teoría del Sistema Mundo.
Sus principales exponentes son: 
- Rosa Luxemburgo
- Paul Baran
- Paul Sweezy
- Georg Lukács
- Louis Althusser
- Antonio Gramsci.

#### Imperialismo
Dentro del marxismo existen dos ramas, las cuales son el marxismo revisionista y marxismo leninista, en el caso del imperialismo, el autor más reconocido es de Vladimir Lenin con su obra más famosa El imperialismo: fase superior del capitalismo, en donde se menciona que el capitalismo ha llegado a un punto de desarrollo en el que se produce el dominio de los monopolios y del capital financiero. Además que la exportación de capitales ha adquirido una importancia de primer plano  donde se muestran las desigualdades entre países ya que los países con mayor desarrollo tienen mayor acceso para desarrollarse y explotar a los que no tiene ese desarrollo.
Dentro de la obra de Vladimir Lenin se destaca la consideración de la supremacía del capital financiero como lo más importante por su naturaleza flexible, la cual está particularmente entrelazada dentro del país.  Lenin toma 5 rasgos económicos importantes, los cuales son:
1. El elevado desarrollo de la producción capitalista conduce al monopolio.
2. El nuevo papel de los bancos con el funcionamiento del capital industrial lleva a la formación del capital financiero y a un poder de oligarquía financiera.
3. La exportación del capital adquiere una gran importancia respecto a la exportación de mercancías.
4. La formación de reparto de territorios se da entre las potencias capitalistas más importantes. y por último,
5. La formación en que se asocian los países se da entre las potencias capitalistas más importantes.

Por último, podemos decir que está teoría plantea el problema de la opresión capitalista que no tiene solución mientras que la desigualdad entre los países de centro y periferia sigan teniendo esta relación de explotación; hasta entonces, el imperialismo seguirá gobernando en el ámbito internacional.

#### Teoría de la dependencia
Para comprender la Teoría de la Dependencia es necesario entender la estructura económica de los Estados; por un lado, los países subdesarrollados,  los cuales, según Fernando Henrique Cardoso y Enzo Faletto, se refieren a los países en condiciones de completar el proceso de formación del sector industrial e iniciar transformaciones económicas capaces de lograr un desarrollo autosustentado. Por otro lado, los países desarrollados son aquellos que están caracterizados por ser lo contrario; tienen un sector industrial consolidado y cuentan con altos niveles de tecnología que les permite explotar sus industrias.
Retomando lo anterior, en los países desarrollados se encuentra una gran tasa de desarrollo tecnológico, altos niveles de eficiencia en las industrias de capital intensivo, es decir, los países desarrollados dominan el sistema internacional a través del gran capital monetario que acumulan. Por otro lado, los países subdesarrollados no forman parte del centro del poder a nivel mundial, carecen de infraestructura de calidad, es muy frecuente que no cuenten con la tecnología necesaria para explotar sus recursos naturales  de manera sostenible y que, por consiguiente, necesite de una potencia mundial que lo ayude a solventar al Estado y las necesidades de los habitantes.
Ahora bien, la idea central de esta teoría se basa en que el imperialismo occidental no tenía como objetivo principal el verdadero progreso económico e industrial de los países subdesarrollados, sino que buscaba la subyugación de estos para poder explotar los recursos naturales y humanos de la región.  La teoría de la dependencia muestra cómo los países desarrollados buscan generar tecnologías y acumular el capital suficiente para exportarlo a los países en vías de desarrollo, a cambio, los países subdesarrollados son los encargados de proveer al sistema de mano de obra más barata, materias primas y lograr que varias industrias y empresas se sostengan a través del tiempo pues ciertos procesos productivos son demasiado costosos, por lo tanto, se necesita migrar los procesos de fabricación a otras partes del mundo. 
Algunos de los más grandes exponentes de la teoría son: 
- André Gunder
- Theonio dos Santos
- Enzo Faletto
- Fernando Henrique Cardoso

#### Teoría del sistema mundo
Esta teoría, desarrollada por Immanuel Wallerstein, considera que el desarrollo del capitalismo moderno ha unificado las economías, donde cada una tiene un rol específico que hace funcionar al sistema global (Osorio, 2015) y que permitió el surgimiento del Sistema Mundial Moderno. Debido a que no todas las economías tienen el mismo nivel de desarrollo, la relación entre ellas es jerárquica y vertical, y se divide en 3 estratos:
1. Centro
2. Semiperiferia
3. Periferia

Esta es la división mundial del trabajo, que se diferencia a partir de qué tanto una economía tiene dentro de sí actividades intensivas en capital (centro), o qué tanto captura actividades intensivas en trabajo (periferia).  Entre ambas existe una relación estructural de dependencia tecnológica y financiera. A pesar de esto, ninguna de estas tres economías tienen garantizada su posición en el sistema, porque la economía mundial se da a partir de estados soberanos. Económicamente está jerarquizado el sistema mundo, pero políticamente no; esto permite la movilidad de las economías dependiendo de los procesos productivos que genere.
En cuanto a los roles de cada estrato, la periferia no solo se encarga de proveer para el centro, sino de lograr el mantenimiento de las industrias que ya no se colocan en el centro porque dar los salarios que son justos no es rentable. El rol de la semiperiferia es en términos políticos y económicos: partiendo de su naturaleza de economía dual (mezcla centro-periferia) y con una clase media robusta que se adhiere a las instituciones de centro en búsqueda de desarrollo económico, las semiperiferias son entidades que pueden equilibrar económicamente el sistema cuando el centro entra en procesos de sobreproducción.
Existen otras teorías complementarias que explican el surgimiento, la expansión y el funcionamiento de la economía política internacional. La primera, conocida como la teoría de la economía dual, entiende que la evolución del mercado es una respuesta al deseo universal de aumentar la eficiencia y maximizar la riqueza. La segunda, identificada como la teoría del sistema-mundo moderno, concibe al mercado mundial como un mecanismo de explotación económica de los países menos desarrollados por los países capitalistas avanzados. La tercera, conocida como la teoría de estabilidad hegemónica, interpreta la operación de la economía internacional moderna en términos de sucesivas potencias liberales dominantes.
Aunque estas teorías aparecen contradecirse en múltiples particularidades, pueden ser consideradas en sus aspectos complementarios. Tomadas en conjunto, estas teorías ayudan a proveer un mejor entendimiento de la dinámica y el funcionamiento de la economía política internacional

### Teoría de la economía dual
La teoría de la economía dual supone que cada economía, ya sea doméstica o internacional, debe ser analizada en términos de dos sectores relativamente independientes: un sector moderno y progresista caracterizado por un alto nivel de eficiencia productiva e integración económica, y un sector tradicional caracterizado por procesos retrógrados de producción y la autosuficiencia local. Esta teoría argumenta que el proceso de desarrollo económico involucra la transformación del sector tradicional en un sector moderno mediante la modernización de sus estructuras económicas, políticas y sociales.

### Teoría del sistema-mundo moderno (SMM)
El análisis de los sistemas-mundo mantiene que el sistema-mundo capitalista está dividido en un centro y la periferia, que interactúan de un modo integrado. Las relaciones externas de una sociedad explican su grado de desarrollo. Dos de sus teóricos principales son Immanuel Wallerstein y Giovanni Arrighi

### Teoría de estabilidad hegemónica
Sostiene la necesidad de un Estado hegemónico para la existencia de un orden económico liberal a nivel mundial. Este orden implica tres requisitos básicos:
1. Hegemonía de una nación que establezca reglas, las haga cumplir y demuestre las ventajas del sistema.
2. Preponderancia a nivel mundial de ideologías liberales.
3. Confluencia de intereses comunes entre las naciones.

Dos de los teóricos fundamentales de la Teoría de la estabilidad hegemónica son Stephen D. Krasner y el historiador económico [Charles P. Kindleberger]

## Especialistas en economía política internacional (EPI/IPE)
| - Andre Gunder Frank - Barry Eichengreen - Benjamin Cohen - Beth Simmons - Celso Furtado - David N. Balaam - Duncan Wood - Helen Milner - Robert Putnam - Peter A. Hall - tfk.bushido - Francis Fukuyama - Geoffrey Garrett - Gary Gereffi - Giovanni Arrighi - Immanuel Wallerstein - Jagdish Bhagwati - Jeffry Frieden - Jeffrey Warren Bennett - Jonathan Nitzan | - John Ravenhill - John Ruggie - Louis Pauly - Matthew Watson - Michael Veseth - Ngaire Woods - Peter B. Evans - Peter Gourevitch - Peter J. Katzenstein - Raúl Prebisch - Robert Shiller - Ronald Rogowski - Robert Bates - Robert W. Cox - Robert Gilpin - Stephen Gill - Stephen D. Krasner - Susan Strange - Theodore Cohn - Theotonio Dos Santos - Thomas Oatley - John Saxe Fernández |